# 嘉陵龍屬
嘉陵龍屬（意為「嘉陵江蜥蜴」）是劍龍科恐龍的一屬，類似釘狀龍，化石發現於中國四川省的上沙溪廟組地層，地質年代為晚侏羅紀。嘉陵龍是最早的劍龍科之一，生活於約1億6000萬年前。由於牠是草食性動物，科學家推測嘉陵龍可能以當時最豐富的蕨類及蘇鐵科為食物。牠的名字是取自中國南部的嘉陵江。嘉陵龍身長可以達4米長，體重估計約150公斤重，較其他晚期劍龍科為小。

## 發現及物種
嘉陵龍的化石是在1957年於中國四川省渠縣平安鄉太平寨所發現，雖然發現的化石只是非常不完整的骨骼，楊鍾健在兩年後仍將之命名。在1969年，Rodney Steel提出嘉陵龍可能是其他劍龍科的早期祖先，但這卻很難證實。模式種是關氏嘉陵龍（C. kuani），是根據一個部份骨骼而命名，種名係指帶領考察隊發現嘉陵龍化石的地質學家關耀武（當時任職於現今的四川石油管理局）。在1978年，重慶市博物館的趙喜進補充了原有的遺骸。

## 外部連結
- https://web.archive.org/web/20070911231337/http://www.users.qwest.net/~jstweet1/stegosauria.htm